# Campionati europei di atletica leggera 1946 - 100 metri piani femminili
I 100 metri piani femminili ai campionati europei di atletica leggera 1946 si sono svolti il 22 agosto 1946.

## Podio
| Oro     | Yevgeniya Sechenova Unione Sovietica |
| Argento | Winifred Jordan Gran Bretagna        |
| Bronzo  | Claire Brésolles Francia             |

## Risultati

### 1º turno
Passano alle semifinali le prime tre atlete di ogni batteria (Q).

#### Batteria 1
| Posizione | Nome                | Nazionalità   | Tempo | Note |
| --------- | ------------------- | ------------- | ----- | ---- |
| 1         | Fanny Blankers-Koen | Paesi Bassi   | 12"4  | Q    |
| 2         | Sylvia Cheeseman    | Gran Bretagna | 12"8  | Q    |
| 3         | Monique Drilhon     | Francia       | 12"9  | Q    |
| 4         | Mieczysława Moder   | Polonia       | 13"0  |      |
| 5         | Kerstin Josefsson   | Svezia        | 13"0  |      |
| 6         | Liv Paulsen         | Norvegia      | 13"2  |      |

#### Batteria 2
| Posizione | Nome                | Nazionalità      | Tempo | Note |
| --------- | ------------------- | ---------------- | ----- | ---- |
| 1         | Yevgeniya Sechenova | Unione Sovietica | 12"0  | Q    |
| 2         | Nettie Timmer       | Paesi Bassi      | 12"4  | Q    |
| 3         | Maureen Gardner     | Gran Bretagna    | 12"4  | Q    |
| 4         | Greta Magnusson     | Svezia           | 12"5  |      |
| 5         | Dana Hiklova        | Cecoslovacchia   | 12"7  |      |

#### Batteria 3
| Posizione | Nome                   | Nazionalità    | Tempo | Note |
| --------- | ---------------------- | -------------- | ----- | ---- |
| 1         | Winifred Jordan        | Gran Bretagna  | 12"2  | Q    |
| 2         | Stanisława Walasiewicz | Polonia        | 12"5  | Q    |
| 3         | Vera Bemova            | Cecoslovacchia | 12"5  | Q    |
| 4         | Solveig Toms           | Norvegia       | 12"6  |      |

#### Batteria 4
| Posizione | Nome             | Nazionalità | Tempo | Note             |
| --------- | ---------------- | ----------- | ----- | ---------------- |
| 1         | Claire Brésolles | Francia     | 12"2  | Q                |
| 2         | Gerda Koudijs    | Paesi Bassi | 12"3  | Q                |
| 3         | Ann-Britt Leyman | Svezia      | 12"4  | Q                |
| 4         | Hilde Nissen     | Danimarca   | 12"5  | Record nazionale |
| 5         | Irena Hejducka   | Polonia     | 13"2  |                  |

### Semifinali
Passano alle semifinali le prime tre atlete di ogni batteria (Q).

#### Semifinale 1
| Posizione | Nome                | Nazionalità      | Tempo | Note |
| --------- | ------------------- | ---------------- | ----- | ---- |
| 1         | Yevgeniya Sechenova | Unione Sovietica | 12"0  | Q    |
| 2         | Winifred Jordan     | Gran Bretagna    | 12"4  | Q    |
| 3         | Gerda Koudijs       | Paesi Bassi      | 12"5  | Q    |
| 4         | Nettie Timmer       | Paesi Bassi      | 12"6  |      |
| 5         | Sylvia Cheeseman    | Gran Bretagna    | 12"7  |      |
| 6         | Vera Bemova         | Cecoslovacchia   | 12"7  |      |

#### Semifinale 2
| Posizione | Nome                   | Nazionalità   | Tempo | Note |
| --------- | ---------------------- | ------------- | ----- | ---- |
| 1         | Maureen Gardner        | Gran Bretagna | 12"2  | Q    |
| 2         | Claire Brésolles       | Francia       | 12"3  | Q    |
| 3         | Ann-Britt Leyman       | Svezia        | 12"3  | Q    |
| 4         | Stanisława Walasiewicz | Polonia       | 12"6  |      |
| 5         | Monique Drilhon        | Francia       | 12"7  |      |
|           | Fanny Blankers-Koen    | Paesi Bassi   | dnf   |      |

### Finale
| Pos.    | Nome                | Nazionalità      | Tempo | Note                  |
| ------- | ------------------- | ---------------- | ----- | --------------------- |
| Oro     | Yevgeniya Sechenova | Unione Sovietica | 11"9  | Record dei campionati |
| Argento | Winifred Jordan     | Gran Bretagna    | 12"2  |                       |
| Bronzo  | Claire Brésolles    | Francia          | 12"2  |                       |
| 4       | Ann-Britt Leyman    | Svezia           | 12"2  |                       |
| 5       | Maureen Gardner     | Gran Bretagna    | 12"2  |                       |
| 6       | Gerda Koudijs       | Paesi Bassi      | 12"4  |                       |